# Lawrence Ati-Zigi
Lawrence Ati-Zigi (ur. 29 listopada 1996 w Akrze) – ghański piłkarz grający na pozycji bramkarza. Od 2020 jest piłkarzem klubu FC Sankt Gallen.

## Kariera klubowa
Swoją karierę piłkarską Ati-Zigi rozpoczął w klubie Red Bull Ghana. W 2013 roku zadebiutował w nim w trzeciej lidze ghańskiej. W 2014 roku został zawodnikiem Red Bull Salzburg, a niedługo potem trafił do rezerw tego klubu FC Liefering, grających w Erste Lidze. Swój debiut w Liefereing zaliczył 17 kwietnia 2015 w wygranym 4:1 domowym meczu z TSV Hartberg. Zawodnikiem Liefering był do końca sezonu 2016/2017.
W lipcu 2017 Ati-Zigi przeszedł do francuskiego drugoligowca, FC Sochaux-Montbéliard. Zadebiutował w nim 9 lutego 2018 w przegranym 0:3 wyjadowym meczu z Stade de Reims. W FC Sochaux grał do stycznia 2020.
24 stycznia 2020 Ati-Zigi został zawodnikiem szwajcarskiego klubu FC Sankt Gallen. Swój debiut w nim zanotował 26 stycznia 2020 w wygranym 3:1 domowym spotkaniu z FC Lugano. W sezonie 2019/2020 wywalczył z Sankt-Gallen wicemistrzostwo Szwajcarii.
| Sezon   | Klub                   | Kraj       | Rozgrywki    | Mecze | Gole |
| ------- | ---------------------- | ---------- | ------------ | ----- | ---- |
| 2013/14 | Red Bull Ghana         | Ghana      | 3. liga      | ?     | ?    |
| 2014/15 | FC Liefering           | Austria    | Erste Liga   | 6     | 0    |
| 2015/16 | FC Liefering           | Austria    | Erste Liga   | 16    | 0    |
| 2016/17 | FC Liefering           | Austria    | Erste Liga   | 11    | 0    |
| 2017/18 | FC Sochaux-Montbéliard | Francja    | Ligue 2      | 7     | 0    |
| 2018/19 | FC Sochaux-Montbéliard | Francja    | Ligue 2      | 9     | 0    |
| 2019/20 | FC Sochaux-Montbéliard | Francja    | Ligue 2      | 7     | 0    |
| 2019/20 | FC Sankt Gallen        | Szwajcaria | Super League | 18    | 0    |
| 2020/21 | FC Sankt Gallen        | Szwajcaria | Super League | 35    | 0    |

## Kariera reprezentacyjna
Ati-Zigi grał w reprezentacji Ghany U-20. W 2015 roku był w jej kadrze na Mistrzostwa Świata U-20. W reprezentacji Ghany zadebiutował 7 czerwca 2018 w zremisowanym 2:2 towarzyskim meczu z Islandią, rozegranym w Reykjavíku. W 2019 roku był w kadrze Ghany na Puchar Narodów Afryki 2019, jednak nie rozegrał na nim żadnego meczu. W 2022 został powołany do kadry na Puchar Narodów Afryki 2021. Na tym turnieju również nie zagrał w żadnym meczu.